# 수렁에서 건진 내 딸
《수렁에서 건진 내 딸》은 한국에서 제작된 이미례 감독의 1984년 영화이다. 김진아 등이 주연으로 출연하였고 김원두 등이 제작에 참여하였다.

## 출연

### 주연
- 김진아
- 남궁원
- 김보애
- 김호

## 기타
- 조명: 강상용
- 녹음: 김경일

## 같이 보기
- 장난감 집짓기 허물기 (원작 각색한 작품)
- 1984년 대한민국의 영화 목록
- 하이틴